# Bojana Lečić
Bojana Lečić (Nova Varoš, 1991) è una modella serba, incoronata Miss Serbia Mondo 2012 e rappresentante della Serbia per Miss Mondo 2012.

## Carriera
Miss Serbia Universo è il concorso di bellezza nazionale della Serbia, dal quale viene selezionata la rappresentante della nazione per Miss Universo sin dal 2006. Bojana Lečić è stata eletta Miss Serbia Universo 2012, ed incoronata il 7 luglio 2011 presso il Sava Center di Belgrado. Avrebbe dovuto rappresentare quindi la Serbia alla sessantunesima edizione di Miss Universo, ma per via di un cambiamento delle date del concorso, rappresenterà la propria nazione a Miss Mondo 2012, mentre la rappresentanza della Serbia a Miss Universo spetterà a Branislava Mandic.